# Tessah Andrianjafitrimo
Tessah Andrianjafitrimo (Montpellier, 11 de octubre de 1998) es una jugadora de tenis profesional francesa de origen malgache.
En junio de 2022, Andrianjafitrimo logró su ranking más alto WTA hasta la fecha, el 139 mundial. El 2 de julio de 2018, lo logró en el dobles con el 389. Andrianjafitrimo ha ganado tres títulos individuales y dos dobles en el circuito ITF.

## Vida personal
El padre de Tessah, Teddy Andrianjafitrimo, nació en Madagascar. Teddy era un buen tenista amateur que llegó a ser campeón de tenis de Madagascar y de África. No pudo llegar a ser profesional por falta de recursos económicos. Teddy emigró a Francia y para trabajar como entrenador de club de tenis. Teddy Es actualmente el entrenador de Tessah. Ella nació en Montpellier y ha vivido en Nogaro desde 2010.

## Carrera

### Júnior
Andrianjafitrimo empezó a jugar al tenis cuándo tenía cinco años . Con 14 años fue al campeonato nacional francés en Júnior en la categoría de 15-16 años.

### 2013-2014
Andrianjafitrimo hizo su debut en el circuito ITF el en el $25,000 en septiembre de 2013 en Clermont-Ferrand, Francia. Jugó un total de siete torneos ITF entre 2013 y 2014.

### 2015-2016
Tessah debutaría en la WTA en Roland Garros de 2015 gracias a una invitación. Derrotaría a Patricia Mayr-Achleitner en la primera ronda antes de perder con Olivia Rogowska en la segunda ronda.

## Títulos ITF

### Individuales (3)
| Leyenda          |
| ---------------- |
| $100,000 torneos |
| $80,000 torneos  |
| $60,000 torneos  |
| $25,000 torneos  |
| $15,000 torneos  |
| $10,000 torneos  |

| Títulos por superficie |
| ---------------------- |
| Dura (1)               |
| Tierra batida (2)      |
| Hierba (0)             |
| Moqueta (0)            |

| Núm. | Fecha                   | Categoría | Torneo            | Superficie    | Adversario       | Puntuación    |
| ---- | ----------------------- | --------- | ----------------- | ------------- | ---------------- | ------------- |
| 1.   | 12 de diciembre de 2015 | $25,000   | Lagos, Nigeria    | Dura          | Tadeja Majerič   | 6–3, 5–7, 6–4 |
| 2.   | 7 de agosto de 2016     | $10,000   | Vinkovci, Croacia | Tierra batida | Ivania Martinich | 6–4, 6–1      |
| 3.   | 23 de abril de 2017     | $15,000   | Hammamet, Túnez   | Tierra batida | Camilla Scala    | 6–2, 6-4      |

Además ganó el W80 Madrid 33A a Maria Berecoechea (Fr.) 7-6 6-4 6-3 el 25/8/2024.
Y el Future Francia 21A a Manon Leonard (Fr.) 6-2 6-4 el 15/9/2024.

### Dobles (2)
| Leyenda          |
| ---------------- |
| $100,000 torneos |
| $80,000 torneos  |
| $60,000 torneos  |
| $25,000 torneos  |
| $15,000 torneos  |
| $10,000 torneos  |

| Finales por superficie |
| ---------------------- |
| Dura (2)               |
| Tierra batida (0)      |
| Hierba (0)             |
| Moqueta (0)            |

| Núm. | Fecha                   | Categoría | Torneo             | Superficie | Socio                  | Adversarios                           | Puntuación       |
| ---- | ----------------------- | --------- | ------------------ | ---------- | ---------------------- | ------------------------------------- | ---------------- |
| 1.   | 12 de diciembre de 2014 | $10,000   | Yibuti, Yibuti     | Dura       | Ashmitha Easwaramurthi | Magali Kempen Wang Xiyao              | 3–6, 6–1, [10–8] |
| 2.   | 22 de febrero de 2015   | $10,000   | El Kantaoui, Túnez | Dura       | Anna Blinkova          | Arabela Fernández Rabener Eva Wacanno | 6–4, 6–0         |